# Йоганн Фрідріх Вольф
Йоганн Фрідріх Вольф (нім. Johann Friedrich Wolff, 1778—1806) — німецький лікар, ботанік, ентомолог і ілюстратор природознавства. Він написав і проілюстрував Commentatio de Lemna. Вольф є автором різних родів і видів напівтвердокрилих.

## Праці
- Abbildungen der Wanzen mit Beschreibungen. Heft 1–5, Johann Jakob Palm, Erlangen 1800–1811 doi:10.5962/bhl.title.12481

## Відзнаки
На його честь названі роди з родини ряскових: Wolffia, Wolffiella.